# Zmarli w lutym 2021

## Luty 2021
- 28 lutego
  - Milan Bandić – chorwacki polityk, burmistrz Zagrzebia (2005–2021)[1]
  - Roger Kibbe – amerykański seryjny morderca i gwałciciel[2][3]
  - Stanisław Kruk – polski poeta[4]
  - Ian North – amerykański gitarzysta, członek zespołu Milk 'N' Cookies[5]
  - Jorge Oñate – kolumbijski piosenkarz[6]
  - Michalina Pięchowa – polska publicystka[7]
  - Glenn Roeder – angielski piłkarz, trener[8]
  - Czesław Szczepanik – polski monter, poseł na Sejm PRL VII kadencji (1976–1980)[9]
- 27 lutego
  - Janusz Barta – polski prawnik[10]
  - Gipsy Bonafina – argentyńska aktorka i piosenkarka[11]
  - Ryszard Wójcik – polski działacz samorządowy, naczelnik Chmielnika (1979–1983)[12]
  - Bogdan Chudziak – polski specjalista budownictwa komunikacyjnego, kawaler orderów[13][14]
  - Dante Crippa – włoski piłkarz[15]
  - Czesław Głuszcz – polski oficer lotnictwa, ppłk. dypl. pilot, kawaler orderów[16]
  - Linus Nirmal Gomes – indyjski duchowny katolicki, biskup Baruipuru (1977–1995)[17]
  - Ng Man-tat – hongkoński aktor[18]
  - January Komański – polski wojskowy, generał brygady[19]
  - Peter Raedts – holenderski historyk[20][21]
- 26 lutego
  - Jerzy Bernhard – polski menadżer branży stalowej[22]
  - Oleg Farafonow – uzbecki działacz polonijny[23]
  - Alvils Gulbis – łotewski koszykarz[24][25]
  - Aleksandr Klepikow – radziecki wioślarz, mistrz olimpijski (1976)[26]
  - Antoni Marmol – polski narciarz, trener, ratownik i przewodnik górski[27][28]
  - Hannu Mikkola – fiński kierowca, rajdowy mistrz świata (1983)[29]
  - Wiktor Niemiro – polski kompozytor muzyki filmowej[30]
  - Alfredo Quintana – portugalski piłkarz ręczny, reprezentant kraju[31]
  - Ruta Pragier – polska dziennikarka i działaczka społeczna pochodzenia żydowskiego[32]
  - Yves Ramousse – francuski duchowny katolicki, biskup, wikariusz apostolski Phnom Penh (1962–1976, 1992–2001) oraz Bătdâmbâng (1992–2000)[33]
  - Fred Segal – amerykański projektant mody[34]
  - György Snell – węgierski duchowny katolicki, biskup pomocniczy archidiecezji ostrzyhomsko-budapeszteńskiej (2014–2021)[35]
- 25 lutego
  - Arkadij Dawidowicz – rosyjski pisarz, aforysta[36]
  - Andrei Gherman – mołdawski lekarz i polityk, minister zdrowia (2001–2005)[37]
  - Wiaczesław Gołodnow – rosyjski aktor[38]
  - Peter Gotti – amerykański gangster[39]
  - Bede Heather – australijski duchowny katolicki, biskup pomocniczy Sydney (1979–1986), biskup diecezjalny Parramatty (1986–1997)[40]
  - Andrzej Jarosz – polski działacz piłki ręcznej, kawaler orderów[41]
  - Waleria Kot – polska sanitariuszka w czasie II wojny światowej, porucznik WP w stanie spoczynku, dama orderów[42]
  - Irena Kuch – polska siatkarka[43]
  - Ryszard Leszczyński – polski marynista[44][45][46][47]
  - Vishnu Narayanan Namboothiri – indyjski poeta[48]
  - Ryszard Paluch – polski ergonomista, antropolog, speleolog, dr hab.[49][50]
  - Juan Francisco Sarasti Jaramillo – kolumbijski duchowny katolicki, arcybiskup Cali (2002–2011)[51]
  - Michael Somare – papuaski dziennikarz, polityk, premier Papui-Nowej Gwinei (1975–1980, 1982–1985, 2002–2010, 2011)[52]
  - Zygmunt Szewczyk – polski działacz sportowy, kawaler orderów[53][54][55]
  - Stefan Świetlikowski – litewski działacz mniejszości polskiej, kawaler orderów[56]
  - Marek Tercjak – polski trener szermierki[57]
  - Naum Tërova – albański aktor i reżyser[58]
  - Ton Thie – holenderski piłkarz[59][60]
  - Dariusz Twardoch – polski malarz[61][62]
  - Stanisław Wolski – polski aktor i animator kultury[63]
  - Halina Wołłowicz – polska działaczka konspiracji niepodległościowej w czasie II wojny światowej, uczestniczka powstania warszawskiego, dama orderów[64]
- 24 lutego
  - Wolfgang Boettcher – niemiecki wiolonczelista[65]
  - Gary Halpin – irlandzki rugbysta, reprezentant kraju[66]
  - Alicja Helman – polska teoretyk i historyk filmu, eseistka, tłumaczka[67]
  - Philippe Jaccottet – szwajcarski pisarz, tłumacz, krytyk i eseista[68]
  - Wiktor Kelner – rosyjski historyk[69]
  - Czesław Kotowski – polski inżynier, wieloletni dyrektor i prezes Zarządu Kopalni Wapienia „Czatkowice”, Honorowy Obywatel Krzeszowic[70]
  - Janusz Maronowski – polski dyplomata, kawaler orderów[71]
  - Bohdan Michalski – polski filozof i eseista, specjalisa nauk o sztukach pięknych, dr hab.[72]
  - Atsushi Miyagi – japoński tenisista[73]
  - Ronald Pickup – brytyjski aktor[74]
  - Joseph Ponthus – francuski pisarz[75]
  - Joseph Untube N’singa Udjuu – kongijski (zairski) prawnik, polityk, premier Zairu (1981–1982)[76]
- 23 lutego
  - Wiesław Blaschke – polski specjalista w dziedzinie ekonomiki górnictwa i gospodarki surowcami mineralnymi, prof. dr hab.[77]
  - Vojkan Borisavljević – serbski kompozytor i dyrygent[78]
  - Franco Cassano – włoski socjolog i polityk[79]
  - Jerzy Dietl – polski ekonomista, prof. dr hab.[80]
  - Marcin Gąsior – polski muzealnik, dyrektor Muzeum w Piotrkowie Trybunalskim (1975–2018), Honorowy Obywatel Miasta Piotrków Trybunalski[81][82]
  - Fausto Gresini – włoski motocyklista wyścigowy[83]
  - Karol Kania – polski przedsiębiorca, jeden z najbogatszych Polaków[84]
  - Sean Kennedy – australijski muzyk rockowy[85]
  - Tormod Knutsen – norweski kombinator norweski, mistrz olimpijski (1964)[86]
  - Juan Carlos Masnik – urugwajski piłkarz polskiego pochodzenia, reprezentant kraju[87]
  - Wolfango Montanari – włoski lekkoatleta, olimpijczyk[88]
  - Sergiu Natra – izraelski kompozytor, pochodzenia rumuńskiego[89]
  - Eugeniusz Nowakowski – polski aktor[90][91][92]
  - Jadwiga Paprocka – polski działaczka społeczna, dama orderów[93][94]
  - Luz Maria Puente – meksykańska pianistka[95]
  - Heinz Hermann Thiele – niemiecki przedsiębiorca i miliarder[96][97]
  - Benedykt Wietrzykowski – polski działacz społeczny, kawaler orderów[98]
  - Mieczysław Żygłowicz – polski żołnierz w czasie II wojny światowej, podpułkownik WP w stanie spoczynku, kawaler orderów[99]
- 22 lutego
  - Luca Attanasio – włoski polityk, ambasador w Demokratycznej Republice Kongo (2017–2021)[100]
  - Georges Bonnet – francuski pisarz i poeta[101]
  - Raymond Cauchetier – francuski fotografik[102]
  - Aleksander Doba – polski podróżnik, kajakarz i odkrywca[103]
  - Lawrence Ferlinghetti – amerykański poeta i wydawca[104]
  - Jekatierina Gradowa – rosyjska aktorka[105]
  - Laurindo Guizzardi – brazylijski duchowny katolicki, biskup Foz do Iguaçu (2001–2010)[106]
  - Antoine Hodge – amerykański śpiewak operytowy (bas-baryton)[107]
  - Seit Hyseni – albański piłkarz, reprezentant kraju[108]
  - Pairoj Jaisingha – tajski aktor[109]
  - Danuta Jośko-Żochowska – polska siatkarka i brydżystka[110][111]
  - Lamberto Leonardi – włoski piłkarz i trener[112]
  - Giancarlo Santi – włoski reżyser filmowy[113]
  - Daviz Simango – mozambicki polityk, lider Ruchu Demokratycznego Mozambiku, burmistrz Beiry, kandydat w wyborach prezydenckich w 2009[114]
  - Mieczysław Wośko – polski przedsiębiorca, pomysłodawca, założyciel i prezes zarządu Polfarmex S.A., jeden z najbogatszych Polaków[115][116]
  - Ahmed Zaki Yamani – saudyjski polityk, minister ropy naftowej i surowców mineralnych (1962–1986)[117]
- 21 lutego
  - Halina Biernat – polska poetka[118]
  - Kevin Dann – australijski rugbysta[119]
  - André Dufraisse – francuski kolarz przełajowy i szosowy[120]
  - Ion Enache – mołdawski kompozytor[121]
  - Eugeniusz Golec – polski działacz rolniczy i opozycyjny w PRL, polityk[122]
  - Iwona Jacyna – polska dziennikarka[123][124]
  - Ewa Kofin – polski muzykolog[125]
  - Zbigniew Kołaczkowski – polski ekonomista, specjalizujący się w ekonomii politycznej, nauczyciel akademicki związany z opolskimi szkołami wyższymi[126]
  - Jan Lityński – polski matematyk, działacz opozycji antykomunistycznej, polityk, poseł na Sejm RP[127]
  - Anna Majer – polska tancerka, choreograf i reżyser[128]
  - Janusz Majka – polski dziennikarz radiowy[129]
  - Mieczysław Pieronek – polski samorządowiec, kawaler orderów[130][131]
  - Zlatko Saračević – chorwacki piłkarz ręczny[132]
  - Siergiej Sotow – rosyjski malarz[133]
  - Oliver Tomić – jugosłowiański karateka, reprezentant kraju[134]
  - Marc Waelkens – belgijski archeolog[135]
  - Aleksandr Żdanow – rosyjski aktor[136]
- 20 lutego
  - Serpil Barlas – turecka piosenkarka[137]
  - Mauro Bellugi – włoski piłkarz[138]
  - Klemens Białecki – polski ekonomista, prof. dr hab.[139]
  - Barry Booth – angielski kompozytor, dyrygent i pianista[140]
  - Zygmunt Brogowski – polski gleboznawca, prof. dr hab.[141]
  - Mieczysław Chorąży – polski onkolog, profesor nauk medycznych, uczestnik powstania warszawskiego, kawaler Orderu Orła Białego[142]
  - Henri Courtine – francuski judoka[143]
  - Chris Craft – brytyjski kierowca wyścigowy[144]
  - Andrzej Kowalczyk – polski duchowny rzymskokatolicki, ksiądz prałat, egzorcysta, publicysta[145][146]
  - Niana Machado – brazylijska aktorka[147]
  - Władimir Marczenko – rosyjski aktor[148]
  - Czesław Podkowicz – polski inżynier ruchu drogowego, kawaler orderów[149]
  - Kazimierz Jan Szczerba – polski psycholog, seksuolog, biegły sądowy, autor kilku książek z dziedziny seksuologii, doktor nauk humanistycznych[150]
  - Nicola Tempesta – włoski judoka, olimpijczyk (1964)[151]
- 19 lutego
  - Luigji Albertelli – włoski kompozytor i autor tekstów, osobowość telewizyjna[152][153]
  - Đorđe Balašević – serbski pieśniarz, poeta i autor tekstów[154]
  - Stanisław Biel – polski wspinacz[155]
  - Philippe Chatel – francuski kompozytor i piosenkarz[156]
  - Vlad Ciurea – mołdawski reżyser i operator filmowy[157]
  - Arturo Di Modica – włoski rzeźbiarz[158]
  - Wiesław Domasłowski – polski chemik i konserwator zabytków, prof. dr hab.[159]
  - Joseph Kesenge – kongijski duchowny rzymskokatolicki, biskup Molegbe (1969–1997)[160]
  - Maciej Lis – polski sybirak, działacz kombatancki, kawaler orderów[161]
  - Clotilde Niragira – burundyjska prawniczka i polityk, minister sprawiedliwości (2005–2007)[162]
  - Dianna Ortiz – amerykańska zakonnica i misjonarka, obrończyni praw człowieka[163][164]
  - Naomi Rosenblum – amerykańska historyczka fotografii[165]
  - Bogdan Sadowski – polski neurobiolog, specjalista w zakresie fizjologii bólu i fizjologii zwierząt, prof. zw. dr hab.[166][167]
  - Silvio Sérafin – francuski piłkarz[168]
- 18 lutego
  - Vittore Bocchetta – włoski malarz i rzeźbiarz[169]
  - Violeta Dávalos – meksykańska śpiewaczka operowa, sopran[170]
  - Ketty Fusco – szwajcarska aktorka i pisarka, pochodzenia włoskiego[171]
  - Hans-Werner Grosse – niemiecki pilot, szybownik, 50-krotny rekordzista świata w szybownictwie[172]
  - Wiesław Juszczak – polski historyk, teoretyk i filozof sztuki[173]
  - Isaac Kottukapally – indyjski kompozytor[174]
  - Andriej Miagkow – rosyjski aktor[175]
  - Prince Markie Dee – amerykański raper, autor piosenek, producent i prezenter radiowy[176]
  - Guido Stagnaro – włosko reżyser i scenarzysta filmowy[177]
- 17 lutego
  - Marian Adamczak – polski samorządowiec i agronom, naczelnik miasta i gminy Budzyń (1973–1990)[178]
  - Aruká Juma – brazylijski przedstawiciel rdzennej mniejszości z plemienia Juma, ostatni przedstawiciel starszyzny ludu Juma[179]
  - Wojciech Boroński – polski samorządowiec, były wiceprezydent Katowic (1990–1998) i przewodniczący Rady Miasta Katowice (1998–2002)[180]
  - Branko Čutura – jugosłowiański muzyk rockowy[181]
  - Łucja Darecka-Kopińska – polska aktorka[182]
  - Marc Ellington – brytyjski muzyk country[183]
  - Antoni Jankowski – polski inżynier, profesor nauk technicznych[184]
  - Antoni Kaczmarek – polski historyk, regionalista, muzyk, nauczyciel i działacz kurturalny[185][186]
  - Dagmar Lhotová – czeska pisarka[187]
  - Rush Limbaugh – amerykański dziennikarz radiowy, komentator polityczny[188]
  - John Manning – angielski piłkarz[189]
  - Joseph Pastor Neelankavil – indyjski duchowny syromalabarski, biskup[190]
  - Seif Sharif Hamad – tanzański polityk, premier Zanzibaru (1984–1988)[191]
  - Arkoç Özcan – turecki piłkarz[192]
  - Mariusz Puchalski – polski aktor[193]
  - Gianluigi Saccaro – włoski szpadzista, mistrz olimpijski (1960)[194]
  - Dobrosław Stec – polski międzynarodowy arbiter piłkarski[195][196][197]
  - Humphrey Taylor – amerykański duchowny anglikański, biskup[198][199]
  - U-Roy – jamajski muzyk reggae[200]
  - Martí Vergés – hiszpański piłkarz[201]
- 16 lutego
  - Ludmila Alioșina – mołdawska śpiewaczka operowa, mezzosopran[202]
  - José Álvarez de Paz – hiszpański prawnik, ekonomista, polityk, eurodeputowany (1987–1994)[203]
  - Irit Amiel – izraelska poetka, prozaiczka i tłumaczka[204]
  - Vladimir Andrić – serbski pisarz i dramaturg[205]
  - Carman – amerykański piosenkarz i autor tekstów współczesnej muzyki gospel, producent muzyczny[206]
  - Jerzy Dembski – polski działacz społeczny i państwowy, przewodniczący Powiatowej Rady Narodowej (1971–1973) i naczelnik (1973–1975) Ostrzeszowa[207]
  - Carmen Dolores – portugalska aktorka[208]
  - Elijah Doro Muala – salomoński polityk i księgowy, minister handlu, przemysłu, pracy i imigracji (2010–2014)[209]
  - Libuše Holečková – czeska aktorka[210]
  - Jan Jagielski – polski geochemik, działacz społeczny, publicysta[211]
  - Łarisa Kiczanowa – rosyjska aktorka[212]
  - Mariusz Kuczyński – polski reżyser dźwięku[213]
  - Bernard Lown – litewsko-amerykański kardiolog i wynalazca, twórca jednego z pierwszych udanych defibrylatorów[214][215]
  - Joan Margarit i Consarnau – hiszpański poeta, laureat Nagrody Cervantesa (2019)[216]
  - Władimir Mokrousow – rosyjski rzeźbiarz[217]
  - Jan Niedoba – czeski duchowny luterański pochodzenia polskiego, biskup Luterańskiego Ewangelickiego Kościoła Augsburskiego Wyznania w Republice Czeskiej[218]
  - Gustavo Noboa – ekwadorski prawnik, polityk, wiceprezydent (1998–2000) i prezydent Ekwadoru (2000–2003)[219]
  - Jan Sokol – czeski filozof i polityk[220]
  - Claudio Sorrentino – włoski aktor[221]
  - István Turu – węgierski pięściarz[222]
  - Andrzej Wieczorek – polski specjalista w zakresie nauk o kulturze fizycznej, dr hab.[223][224]
- 15 lutego
  - Maria Anacka-Łyjak – polska konserwatorka zabytków[225]
  - Steuart Bedford – brytyjski kompozytor i dyrygent[226][227]
  - Anatolij Bojko – ukraiński śpiewak operowy, bas[228]
  - Lucía Guilmáin – meksykańska aktorka[229]
  - Andréa Guiot – francuska śpiewaczka operowa, sopran[230]
  - Nechan Karakeheyan – ormiański duchowny ormiańskokatolicki, biskup[231]
  - Leszek Kiełczewski – polski polityk i rolnik, poseł na Sejm II kadencji (1993–1997)[232]
  - Andrzej Kratiuk – polski menadżer i prawnik, działacz społeczny[233][234][235]
  - Raymond Lévesque – kanadyjski piosenkarz i aktor[236]
  - Leopoldo Luque – argentyński piłkarz, mistrz świata (1978)[237]
  - Tadeusz Morawski – polski naukowiec i publicysta, profesor elektroniki[238]
  - Zdzisław Najder – polski historyk literatury, opozycjonista w czasach PRL, dyrektor Rozgłośni Polskiej Radia Wolna Europa[239]
  - Johnny Pacheco – dominikański muzyk[240]
  - José Pedrozo – paragwajski piłkarz[241]
  - Darko Peruničić – serbski koszykarz i trener[242]
  - Rowsch Shaways – kurdyjski polityk, premier regionu Kurdystanu (1996–1999), wiceprezydent (2004–2005) oraz wicepremier Iraku (2005–2006, 2009–2014, 2014–2015)[243]
  - Ewa Maria Pracht, kanadyjska jeźdźczyni sportowa pochodzenia niemieckiego[244]
  - Arne Sorenson – amerykański przedsiębiorca, prezes i dyrektor generalny największej sieci hotelowej na świecie Marriott International[245]
- 14 lutego
  - Blanca Álvarez – hiszpańska pisarka[246]
  - Ivan Andrašić – chorwacki pięściarz[247]
  - Mourid Barghouti – palestyński poeta i pisarz[248]
  - Ari Gold – amerykański piosenkarz[249]
  - Waldemar Juszczyński – polski działacz państwowy, naczelnik gmin Podłęże (1974–1982) i Niepołomice[250]
  - Nevenka Koprivšek – słoweńska aktorka[251]
  - Michaił Kuzniecow – rosyjski malarz[252]
  - W.J.M. Lokubandara – lankijski polityk, przewodniczący parlamentu (2004–2010)[253]
  - Peter Martinček – słowacki kompozytor i dyrygent[254][255]
  - Carlos Saúl Menem – argentyński prawnik, polityk, prezydent Argentyny (1989–1999)[256]
  - Doug Mountjoy – walijski snookerzysta[257]
  - Ion Pacepa – rumuński generał, funkcjonariusz służb specjalnych, działacz komunistyczny[258]
  - Jean Roulland – francuski rzeźbiarz[259]
  - Antoni Stryczyński – polski samorządowiec[260]
- 13 lutego
  - Louis Clark – angielski muzyk, aranżer, klawiszowiec Electric Light Orchestra[261]
  - Sydney Devine – szkocki piosenkarz[262]
  - Franz Jalics – węgierski duchowny katolicki, jezuita, autor literatury katolickiej[263]
  - Feliks Jeziorek – polski działaczk konspiracji niepodległościowej w czasie II wojny światowej, uczestnik powstania warszawskiego, kawaler orderów[264]
  - Władimir Kondratowicz – rosyjski piosenkarz i kompozytor[265]
  - Bolesław Kwiatkowski – polski koszykarz, olimpijczyk (1968)[266]
  - Marek Maldis – polski dziennikarz i reżyser filmów dokumentalnych[267]
  - Helen Meier – szwajcarska pisarka[268]
  - Olle Nygren – szwedzki żużlowiec[269]
  - Alberto Oliart – hiszpański polityk i urzędnik państwowy, minister przemysłu i energii (1977–1978), zdrowia (1980–1981) oraz obrony (1981–1982), prezes RTVE (2009–2011)[270]
  - Andon Qesari – albański aktor[271]
  - Metush Seferi – albański polityk, prezydent Tirany (1993–1998)[272]
  - Oleg Walkman – rosyjski aktor[273]
  - Grzegorz Waliński – polski dyplomata, historyk i afrykanista, ambasador w Nigerii (2002–2008)[274]
  - Jurij Własow – rosyjski sztangista, mistrz olimpijski (1960)[275]
  - Witold Wołodkiewicz – polski prawnik, prof. dr hab.[276]
- 12 lutego
  - Gianni Beschin – włoski sędzia piłkarski[277]
  - Antonio Giménez-Rico – hiszpański reżyser filmowy[278]
  - Milford Graves – amerykański perkusista jazzowy[279]
  - Ryszard Grudziński – polski samorządowiec i inżynier, wiceprezydent Tomaszowa Mazowieckiego (1985–1990)[280]
  - Celso Güity – honduraski piłkarz, reprezentant kraju[281]
  - Zdeněk Hoření – czechosłowacki dziennikarz i polityk, redaktor naczelny gazety „Rudé právo”, deputowany[282]
  - Paolo Isotta – włoski muzykolog i pisarz[283]
  - Rupert Neve – brytyjski inżynier elektronik i przedsiębiorca[284]
  - Bernard Nsayi – kongijski duchowny rzymskokatolicki, biskup Nkayi (1990–2001)[285]
  - Christopher Pennock – amerykański aktor[286]
  - Jorge Ricci – argentyński aktor i dramaturg[287]
  - Lynn Stalmaster – amerykański reżyser castingów, zdobywca honorowego Oscara[288]
  - Judyta Turan – polska aktorka[289]
  - Mladen Vranković – chorwacki piłkarz i trener[290]
  - Carlo Wagner – luksemburski polityk i ekonomista, deputowany, burmistrz Wormeldange, minister zdrowia i zabezpieczenia społecznego (1999–2004)[291]
- 11 lutego
  - Teresa Burga – peruwiańska artystka[292]
  - Jacques Crickillon – belgijski pisarz[293]
  - Phil Horrocks-Taylor – angielski rugbysta, reprezentant kraju[294]
  - Andonis Kalojannis – grecki piosenkarz[295]
  - Wadim Kondratjew – rosyjski aktor i reżyser[296]
  - Antoni Kopff – polski pianista, kompozytor, aranżer, autor muzyki do wielu piosenek, producent telewizyjny[297]
  - Lew Kriwoszenko – rosyjski poeta[298]
  - Serafin Michalenko – amerykański duchowny rzymskokatolicki pochodzenia polsko-słowackiego, znawca życia Faustyny Kowalskiej[299][300]
  - Jayalal Rohana – lankijski aktor[301]
  - Isadore Singer – amerykański matematyk, laureat Nagrody Abela[302]
  - Eli Soriano – filipiński teleewangelista[303]
  - Stanisław Stanosz – polski specjalista w zakresie endokrynologii, ginekologii i położnictwa, prof. dr hab.[304]
  - Jan Węcowski – polski kompozytor, muzykolog, pedagog, literat, wydawca i animator życia muzycznego[305]
- 10 lutego
  - Bruce Berger – amerykański pisarz, poeta i pianista[306]
  - Denny Christianson – amerykański muzyk jazzowy[307]
  - Petar Đaković – serbski pisarz[308]
  - Goran Daničić – serbski aktor[309]
  - Dai Davies – walijski piłkarz, reprezentant kraju[310]
  - Andrzej Dworak – polski chemik, specjalista polimerów, prof. dr hab.[311]
  - Antoni Fajferek – polski ekonomista, prof. dr hab.[312]
  - Larry Flynt – amerykański wydawca, założyciel czasopisma pornograficznego Hustler[313]
  - Tamaz Gamkrelidze – gruziński lingwista[314]
  - Maria Gmyz – polska architekt i samorządowiec, radna sejmiku lubelskiego[315]
  - Urszula Katarzyńska-Ballner – polska działaczka konspiracji niepodległościowej w czasie II wojny światowej, uczestniczka powstania warszawskiego, dama orderów[316]
  - Atanas Kosew – bułgarski kompozytor[317]
  - Maurizio Liverani – włoski reżyser i scenarzysta filmowy[318]
  - Pachín – hiszpański piłkarz i trener piłkarski[319]
  - Pavel Pelin – mołdawski pisarz[320]
  - Andrzej Piskozub – polski historyk i geopolityk, historiozof, prof. dr hab.[321]
  - Izabella Rejduch-Samkowa – polska historyczka sztuki, znawczyni historii sztuki żydowskiej w Polsce[322]
  - Maria Anna Rejniewicz-Wysocka – polska działaczka opozycji w okresie PRL, publicystka i kolporterka wydawnictw drugiego obiegu, dama orderów[323]
  - Leslie E. Robertson – amerykański inżynier strukturalny, znany m.in. jako projektant World Trade Center[324]
  - Teodor Szymanowski – polski prawnik, prof. dr hab.[325]
  - Dariusz Tarnawski – polski biolog, prof. dr hab.[326]
- 9 lutego
  - Marilena Ansaldi – brazylijska tancerka, choreografka i aktorka[327]
  - Jerzy Cercwadze-Wardisiani – polski działacz konspiracji niepodległościowej w czasie II wojny światowej, powstaniec warszawski, kawaler orderów[328]
  - Chick Corea – amerykański pianista jazzowy i kompozytor[329]
  - Antonio Del Duca – włoski polityk i lekarz, deputowany krajowy i europejski[330]
  - Zbigniew Dworecki – polski historyk, prof. dr hab.[331]
  - Valeria Gagealov – rumuńska aktorka[332]
  - Karen Hudson-Samuels – amerykańska prezenterka telewizyjna[333]
  - Ivan Izquierdo – brazylijsko-argentyński neurobiolog[334]
  - Zygmunt Jatczak – polski konspiracji niepodległościowej w czasie II wojny światowej, kawaler orderów[335][336][337]
  - Rajiv Kapoor – indyjski aktor, reżyser i producent filmowy[338]
  - José Maranhão – brazylijski polityk, deputowany i senator, gubernator Paraíby (1995–2002, 2009–2011)[339]
  - Franco Marini – włoski związkowiec, polityk, przewodniczący Senatu (2006–2008), eurodeputowany (1999–2004)[340]
  - Yisa Shofoluwe – nigeryjski piłkarz, reprezentant kraju[341]
  - Tiina Talvik – estońska pediatra oraz profesor Uniwersytetu w Tartu[342]
- 8 lutego
  - Stig Brøgger – duński artysta[343]
  - Jean-Claude Carrière – francuski scenarzysta filmowy, pisarz, dramaturg[344]
  - Osvaldo Cattone – argentyński aktor i reżyser[345]
  - Carlalberto Cimenti – włoski himalaista i skialpinista[346]
  - David Egerton – angielski rugbysta i trener[347]
  - Corrado Francia – włoski piosenkarz[348]
  - Szelomo Hillel – izraelski dyplomata, polityk, agent służb specjalnych, działacz społeczny, pisarz, minister policji (1969–1977), minister spraw wewnętrznych (1974, 1977)[349]
  - Adam Kopczyński – polski hokeista, olimpijczyk (1972)[350]
  - Mirosława Łęska – polska działaczka społeczna, dama orderów[351]
  - Shūichirō Moriyama – japoński aktor głosowy[352]
  - Boris Mujew(inne języki) – radziecki polityk, I sekretarz Komitetu KPZR w Kałmuckiej ASRR (1990–1991)[353]
  - Jean Obeid – libański prawnik, polityk, maronita, minister edukacji, młodzieży i sportu (1996–1998), minister spraw zagranicznych (2003–2004)[354]
  - Rynagh O’Grady – irlandzka aktorka[355]
  - Phil Rollins – amerykański koszykarz[356]
  - Marty Schottenheimer – amerykański zawodnik i trener futbolu amerykańskiego[357]
  - Anthony Sowell – amerykański seryjny morderca i gwałciciel[358]
  - Michał Szewczyk – polski aktor[359]
  - Adam Szmidt – polski samorządowiec, burmistrz Lądka-Zdrój[360]
  - Els Vader – holenderska sprinterka, brązowa medalistka halowych mistrzostw Europy (1985)[361]
  - Mary Wilson – amerykańska wokalistka, członek zespołu The Supremes[362]
- 7 lutego
  - Ralph Backstrom – kanadyjski hokeista[363]
  - Mieczysław Błaszczyk – polski lekarz chirurg, menedżer branży zdrowotnej i urzędnik państwowy, podsekretarz stanu w Ministerstwie Zdrowia[364]
  - Elisabeth du Réau – francuska historyczka[365]
  - Luis Feito – hiszpański malarz[366]
  - Jean Josselin – francuski bokser[367]
  - J. Hillis Miller – amerykański krytyk literacki[368]
  - Tadeusz Korniak – polski botanik, prof. dr hab.[369]
  - Leslie Laing – jamajski lekkoatleta, sprinter, mistrz olimpijski (1952)[370]
  - Roman Nyga – polski malarz[371]
  - Mario Osbén – chilijski piłkarz[372]
  - Giuseppe Rotunno – włoski operator filmowy[373]
  - Moufida Tlatli – tunezyjska reżyser i montażystka filmowa, minister kultury (2011)[374][375]
  - Ron Wright – amerykański parlamentarzysta, członek Izby Reprezentantów z Teksasu[376]
- 6 lutego
  - Zbigniew Dąbrowski – polski hodowca koni i trener jeździectwa, dyrektor Stada Ogierów Książ (1970–1992)[377]
  - Afonso Fioreze – brazylijski duchowny katolicki, pasjonista, biskup Luziânii (2004–2017)[378]
  - Jacek Gaj – polski grafik, rysownik[379]
  - Santiago Garcia – urugwajski piłkarz[380]
  - Jolán Humenyánszky – węgierska rzeźbiarka[381]
  - Bansi Kaul – indyjski reżyser[382]
  - Krzysztof Kowalewski – polski aktor[383]
  - Abdelkhalek Louzani – marokański piłkarz[384]
  - Jakov Pehar – chorwacki agronom, przewodniczący Chorwackiej Akademii Nauk i Sztuk w Bośni i Hercegowinie[385]
  - Marek Przybylski – polski dziennikarz i wydawca[386][387]
  - Miyuri Samarasinghe – lankijska aktorka[388]
  - George P. Shultz – amerykański dyplomata, polityk, sekretarz skarbu (1972–1974), oraz sekretarz stanu (1982–1989)[389]
  - Bruce Taylor – nowozelandzki krykiecista, reprezentant kraju[390]
  - Kazimierz Marek Wolski – polski szermierz na wózku, wielokrotny Mistrz Polski w szpadzie i florecie (kat. C)[391][392]
- 5 lutego
  - Wojciech Burszta – polski antropolog kultury, prof. dr hab.[393]
  - Isa Bellini – włoska aktorka[394]
  - Joseph Benz – szwajcarski bobsleista, mistrz olimpijski (1980)[395]
  - Rut Dajan – izraelska projektantka mody[396]
  - Barbara Dębska-Borkowska – polska wioślarka, medalistka mistrzostw Polski[397]
  - Ezzat El-Alaili – egipski aktor[398]
  - Sam Gannon – australijski krykiecista[399]
  - Tatjana Iwanienko – rosyjska aktorka[400]
  - Christopher Plummer – kanadyjski aktor, laureat Oscara[401]
  - John Pullin – angielski rugbysta, reprezentant kraju[402]
  - Uli Rennert – austriacki muzyk jazzowy[403]
  - Örs Siklósi – węgierski piosenkarz, wokalista zespołu AWS, reprezentant Węgier w Konkursie Piosenki Eurowizji 2018[404]
  - Atanas Skatow – bułgarski alpinista i himalaista, agronom[405]
  - Leon Spinks – amerykański bokser, mistrz olimpijski (1976)[406]
  - Władimir Wysocki – rosyjski admirał, dowódca Marynarki Wojennej Federacji Rosyjskiej (2007–2012)[407]
- 4 lutego
  - Robert A. Altman – amerykański przedsiębiorca, współzałożyciel, prezes i dyrektor generalny ZeniMax Media[408][409]
  - Jūratė Baranova – litewska filozof i krytyk literacki[410]
  - Paolo Bartolozzi – włoski polityk i prawnik, eurodeputowany V, VI i VII kadencji (1999–2014)[411]
  - Frank Baude – szwedzki polityk i murarz, przewodniczący Komunistycznej Partii Marksistowsko-Leninowskiej (rewolucyjnej) (1970–1998)[412]
  - Magdalena Bieńkowska – polska nauczycielka, działaczka turystyczna, organizatorka i dyrektorka Festiwalu Rafa[413]
  - Dianne Durham – amerykańska gimnastyczka sportowa[414]
  - Rachel Feldhay Brenner – amerykańsko-izraelska literaturoznawczyni i pisarka pochodzenia polsko-żydowskiego[415]
  - Ilija Filipowski – macedoński polityk i przedsiębiorca, minister gospodarki (2002–2004)[416]
  - Ben Hannigan – irlandzki piłkarz[417]
  - Millie Hughes-Fulford – amerykańska biolog medyczna i chemik, astronautka[418]
  - Henryk Kozubski – polski malarz, działacz społeczny i polityczny, stulatek[419]
  - Franz Josef Kuhnle – niemiecki duchowny katolicki, biskup[420]
  - Cesare Leonardi – włoski architekt[421]
  - Charles McGee – amerykański malarz[422]
  - Władysław Misiak – polski socjolog, prof. dr hab.[423]
  - Pierre-Antoine Paulo – haitański duchowny rzymskokatolicki i biblista, oblat, biskup Port-de-Paix (2008–2020)[424]
  - Ri Jae Il – północnokoreański polityk[425]
  - Gil Saunders – amerykański wokalista soulowy[426]
  - Lokman Slim – libański wydawca, działacz polityczny i społeczny[427]
  - Jerzy Stępniak – polski choreograf, dyrektor Teatru Dramatycznego im. Jerzego Szaniawskiego w Płocku[428]
  - Janusz Suchnicki – polski działacz konspiracji niepodległościowej w czasie II wojny światowej, kawaler orderów[429]
  - Grigor Szaginian – polski lekarz psychiatra i samorządowiec narodowości ormiańskiej, radny sejmiku świętokrzyskiego[430]
  - Tadeusz Urbański – polski piłkarz ręczny[431]
  - Stanisław Wołodko – polski lekkoatleta, olimpijczyk (1976)[432]
- 3 lutego
  - Ali Ansarian – irański piłkarz i prezenter medialny[433]
  - Jean-Pierre Bastiat – francuski rugbysta[434][435]
  - Benito Boldi – włoski piłkarz[436]
  - Kris De Bruyne – belgijski piosenkarz[437]
  - Tadeusz Chromik – polski jezuita, autor publikacji religijnych i rekolekcjonalista[438]
  - Anne Feeney – amerykańska piosenkarka folkowa[439][440]
  - Chaja Hararit – izraelska aktorka[441]
  - Abdelkader Jerbi – tunezyjski reżyser filmowy[442]
  - Waldemar Jagodziński – polski szachista i trener szachowy[443]
  - Adelaide João – portugalska aktorka[444]
  - Vladimír Kovár (Vlado Kovar) – słowacki narciarz alpejski i trener[445][446][447]
  - Patrick Lebon – belgijski reżyser i scenarzysta filmowy[448]
  - Norbert Owona – kameruński piłkarz, reprezentant kraju[449]
  - Olgierd Popiel – polski działacz opozycji w okresie PRL, kawaler orderów[450][451]
  - Kazimierz Przymusiński – polski działacz kombatancki, pułkownik WP w stanie spoczynku, kawaler orderów[452]
  - Antonio Santi – włoski diakon rzymskokatolicki, pierwszy dyrektor Caritas Rosja[453]
  - Jean-Daniel Simon – francuski aktor, reżyser i scenarzysta[454]
  - Marko Sosič – słoweński pisarz i reżyser teatralny[455]
  - Tony Trabert – amerykański tenisista[456]
  - Llesh Vuksani – albański lekkoatleta, oszczepnik[457]
  - Jim Weatherly – amerykański piosenkarz i muzyk country[458][459]
  - Margreth Weivers – szwedzka aktorka[460]
- 2 lutego
  - Libuše Domanínská – czeska śpiewaczka operowa, sopran[461]
  - Héctor Epalza Quintero – kolumbijski duchowny katolicki, biskup Buenaventury (2004–2017)[462]
  - Caroline Grifnee – belgijska działaczka motosportowa, menadżerka zespołów Formuły E[463][464]
  - Cecília Guimarães – portugalska aktorka[465]
  - Tom Moore – brytyjski motocyklista wyścigowy, wojskowy, kapitan, uczestnik II wojny światowej, działacz społeczny i charytatywny[466]
  - Fausta Morganti – sanmaryńska działaczka państwowa, polityk, kapitan regent San Marino (2005)[467]
  - Anna Mrozek-Dumanowska – polska specjalistaw zakresie socjologii religii krajów pozaeuropejskich, prof. dr hab.[468][469]
  - Vera Nunes – brazylijska aktorka[470]
  - Edward Poniewierski – polski duchowny rzymskokatolicki, kanclerz kurii diecezji radomskiej, publicysta i regionalista[471][472]
  - Zbigniew Siemaszko – polski historyk, pisarz i publicysta emigracyjny[473]
  - Arkadiusz Wantoła – polski spadochroniarz, medalista mistrzostw Polski[474]
- 1 lutego
  - Edward Babiuch – polski ekonomista, polityk komunistyczny, poseł na Sejm PRL, członek Rady Państwa, premier (1980)[475]
  - Marcin Babraj – polski duchowny rzymskokatolicki, dominikanin, dziennikarz, pierwszy redaktor naczelny miesięcznika W Drodze[476]
  - Dustin Diamond – amerykański aktor, reżyser i komik[477]
  - Kjersti Døvigen – norweska aktorka[478]
  - Jerzy Gąssowski – polski archeolog[479]
  - Jonas Gricius – litewski operator filmowy i menedżer kultury[480]
  - Stanisław Iwańczak – polski działacz kombatancki, w czasie II wojny światowej uczestnik powstania warszawskiego, kawaler orderów[481][482]
  - Robert C. Jones – amerykański scenarzysta i montażysta filmowy[483]
  - Jarosław Michałowski – polski szachista[484]
  - Simeon Nyachae – kenijski urzędnik i przedsiębiorca, minister finansów (1998–1999)[485]
  - Elżbieta Paczkowska-Łagowska – polska filozofka, prof. dr hab.[486]
  - Ricky Powell – amerykański fotograf[487]
  - Marian Piotr Rawinis – polski pisarz, dziennikarz i działacz opozycji w okresie PRL[488]
  - Tamara Ryłowa – rosyjska łyżwiarka szybka, brązowa medalistka olimpijska (1960)[489]
  - Đuro Savinović – chorwacki piłkarz wodny, olimpijczyk, trener[490]
  - Jacek Spławiński – polski farmakolog, prof. dr hab.[491]
  - Zbyszko Szmaj – polski samorządowiec, burmistrz Ostrzeszowa (1998–2002), kawaler orderów[492][493]
  - Ryszard Szurkowski – polski kolarz szosowy, srebrny medalista olimpijski (1972, 1976), trener, działacz sportowy[494]
  - Temur Tsiklauri – gruziński aktor i piosenkarz[495]
  - Yuval Waldman – amerykański skrzypek[496]
  - Bob Wilkinson – angielski rugbysta[497]

- data dzienna nieznana
  - Witalij Alszanski – rosyjski aktor[498]
  - Elena Colmeiro – hiszpańska rzeźbiarka[499]
  - Matt Harris – amerykański basista rockowy, członek The Possies[500]
  - Bob James – amerykański wokalista, członek zespołu Montrose[501][502]
  - Juan Pablo Mohr – chilijski architekt i himalaista[503]
  - Dmitrij Pisarenko – rosyjski aktor[504]
  - Ali Sadpara – pakistański himalaista[503]
  - Miles Seaton – amerykański wokalista i gitarzysta rockowy, członek zespołu Akron/Family[505][506]
  - John Snorri Sigurjónsson – irlandzki himalaista[503]
  - Tadeusz Turkowski – polski aktor i poeta[507][508][509]
  - Janusz Wytrykus – polski ciężarowiec, paraolimpijczyk, srebrny medalista paraolimpijski z Atlanty[510]